# Kurt Schmidt
Kurt Schmidt (9 de abril de 1891 - 3 de marzo de 1945) fue un Generalleutnant alemán durante la Segunda Guerra Mundial quien también luchó durante la Primera Guerra Mundial.

## Primeros años y carrera
Nació en la ciudad alemana de Fráncfort el 9 de abril de 1891. En 1909 se unió al Ejército alemán y el 20 de marzo de 1911 fue promovido a Leutnant. Sirvió en el 30.º Regimiento de Infantería. Cuatro años después, en 1915, fue promovido a Oberleutnant. También recibió la Cruz de Hierro de 2.ª Clase y la Cruz de Hierro de 1.ª Clase del Reino de Prusia.
Schmidt fue herido durante la Primera Guerra Mundial, y por eso recibió la medalla de herido en plata. También recibió la Cruz Hanseática de la ciudad de Hamburgo. En los últimos meses de la guerra fue promovido a Hauptmann (capitán).

## Década de 1930 y Segunda Guerra Mundial
Kurt Schmidt era un miembro del personal de la 5.ª División de Infantería en 1930, en 1931 fue promovido a Mayor; en 1937 fue promovido a Oberst.
En 1937 el recién promovido Oberst Kurt Schmidt se trasladó con su familia a la ciudad alemana de Hamelín. Cuando se trasladó a Hamelín era comandante del 74.º Regimiento de Infantería. Tomó parte en la invasión de Polonia en septiembre de 1939. Sobre noviembre de 1940, se convirtió en comandante de Luxemburgo.
Schmidt fue el comandante de la 702.ª División de Infantería en Noruega entre septiembre de 1941 y septiembre de 1943. Durante su tiempo en Noruega fue promovido a Generalleutnant, el más alto rango que ostentaría.
Generalleutnant Kurt Schmidt murió el 3 de marzo de 1945 en Aalsmeer mientras comandaba la 526.ª División de Reserva. Primero fue enterrado en el Nieuwe Oosterbegraafplaats en Ámsterdam pero después fue renterrado en el cementerio de guerra alemán de Ysselsteyn.

## Promociones
- Fähnrich: 3 de marzo de 1910
- Leutnant, 20 de marzo de 1911
- Oberleutnant, 18 de junio de 1915
- Hauptmann, 20 de junio de 1918
- Major, 1 de abril de 1932
- Oberstleutnant, 1 de julio de 1934
- Oberst, 1 de marzo de 1937
- Generalmajor, 1 de febrero de 1941
- Generalleutnant, 1 de octubre de 1942

## Condecoraciones
- Cruz de Hierro 1914-1918 Segunda Clase de Prusia
- Cruz de Hierro 1914-1918 Primera Clase de Prusia
- Medalla de herido 1914-1918 en Plata
- Cruz Hanseática de la ciudad de Hamburgo
- Cruz al Mérito de Guerra Primera Clase con Espadas
- Cruz de Honor de la Guerra Mundial 1914/1918